# 名古屋市立大高北小学校
名古屋市立大高北小学校（なごやしりつ おおだかきたしょうがっこう）は、愛知県名古屋市緑区大高町字町屋川にある公立小学校。

## 概要
- 青山四丁目の一部、大根山二丁目の一部、大高町（阿原の一部、伊賀殿、池之内の一部、猪根、大平戸、大正木、奥中道、柿木峡の一部、鎌磨、上蝮池、亀原、川原、北鎌研、北関山、北忠治山、北鶴田、北八洲ヶ淵、狐山、倉坂、小坂、三凹山、下熊瀬、下塩田、高山、茶臼山、鶴田 大高北小、天神、天神東、殿山、砦前、鳥戸、中熊瀬、中道、中屋敷、長根、西太郎山、西丸根、根土山、平地の一部、琵琶岬、藤岡、藤塚、文根山、細根、坊主山、町屋川、蝮池、丸根、南関山、南鶴田、八洲ヶ淵、八幡、夜寒、鷲津、鷲津山）などが通学区域であり、公立中学校の進学先は名古屋市立大高中学校である[1][2]。
- 校地は1980年までの名古屋市立大高中学校の校地である。

## 沿革
- 1981年（昭和56年）4月 - 名古屋市立大高小学校より分離し、開校する。校舎は旧・名古屋市立大高中学校を転用する。
- 1987年（昭和62年）9月 - 新校舎が完成する。
- 1992年（平成4年）3月 - プールを改築する。

## 交通アクセス
- 東海旅客鉄道東海道本線大高駅下車、徒歩約5分。

## 周辺施設
- 名古屋市立大高南小学校
- 名古屋市立大高小学校
- 名古屋大高郵便局
- 大高城址公園
- 鷲津砦公園
- 東海道本線大高駅